# Chalatenango megye
Chalatenango Salvador legkisebb népsűrűségű megyéje (de még így sem nevezhető ritkán lakottnak). Az ország északi részén terül el. Székhelye Chalatenango.

## Földrajz
Az ország északi részén elterülő megye nyugaton Santa Ana, délen La Libertad, San Salvador, Cuscatlán és Cabañas megyékkel, északon pedig Hondurasszal határos.

## Népesség
Ahogy egész Salvadorban, a népesség növekedése Chalatenango megyében is gyors. A változásokat szemlélteti az alábbi táblázat:
| Év   | Lakosság |
| ---- | -------- |
| 1971 | 172 845  |
| 1992 | 177 320  |
| 2007 | 192 788  |